# Аргентинська революція

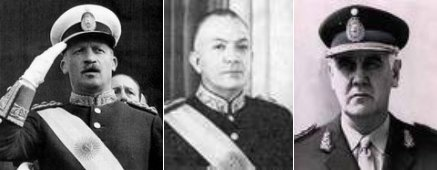
Генерали Хуан Карлос Онганіа, Марсело Льовінгстон і Алехандро Лануссе, які послідовно змінювали один одного як диктатори «аргентинської революції», де-факто займали пост президента Аргентини.

Аргентинська революція (ісп. Revolución Argentina) — офіційне найменування перевороту 28 червня 1966 року в Аргентині, який встановив військову диктатуру. В результаті перевороту був повалений президент Артуро Умберто Ільїя.
На відміну від колишніх переворотів, лідери «аргентинської революції» позиціонували свій режим не як тимчасовий («до відновлення порядку»), а навпаки, мали намір встановити нову політичну систему, відомої пізніше як «авторитарна бюрократична держава». «Революція» не досягла поставлених цілей, в країні зберігався високий рівень насильства, а між керівниками «революції» практично відразу виникли суперечки. В результаті один одного послідовно змінили, в ході внутрішніх бунтів, три військових диктатори: Хуан Карлос Онганіа (1966—1970), Роберто Марсело Льовінгстон (1970—1971) і Алехандро Агустін Лануссе (1971—1973).
Під загрозою народного повстання 1973 року диктатура організувала вибори, дозволивши брати участь в них пероністам, хоча і заборонивши виставляти кандидатуру самому Хуану Домінго Перону. Переміг на виборах кандидат від пероністів Ектор Хосе Кампора з 49,53 % голосів. Через півтора місяця Кампора подав у відставку, щоб дозволити провести нові вільні вибори, на яких Перон переміг з 62 % голосів.